# Туено
Туено (итал. Tuenno) је насеље у Италији у округу Тренто, региону Трентино-Јужни Тирол.
Према процени из 2011. у насељу је живело 2349 становника. Насеље се налази на надморској висини од 646 м.

## Становништво
Према резултатима пописа становништва 2011. у општини је живело 2.374 становника.
| 1931. | 1936. | 1951. | 1961. | 1971. | 1981. | 1991. | 2001. | 2011. |
| ----- | ----- | ----- | ----- | ----- | ----- | ----- | ----- | ----- |
| 1.990 | 2.063 | 2.225 | 2.373 | 2.304 | 2.227 | 2.214 | 2.219 | 2.374 |